# Reichskommissariat Turkestan

L'Asia centrale sovietica nel 1922.

Il Reichskommissariat Turkestan ("Commissariato del Reich del Turkestan" in tedesco, in russo Рейхскомиссариат Туркеста́н) fu una pianificata amministrazione civile (Reichskommissariat) che la Germania nazista avrebbe dovuto istituire sui territori occupati dell'Unione Sovietica durante il periodo della seconda guerra mondiale; secondo lo storico sovietico Lev Bezymenski altri nominativi considerati per l'ente furono Panturkestan, Großturkestan ("Grande Turkestan") e Mohammed-Reich ("Impero maomettano").
Secondo i progetti dell'ideologo nazista Alfred Rosenberg, l'ente avrebbe dovuto ricomprendere il territorio corrispondente alle cinque repubbliche sovietiche dell'Asia centrale (RSS Kazaka, RSS Uzbeka, RSS Turkmena, RSS Tagika e RSS Kirghiza), ma tutti i piani per l'istituzione di un'amministrazione civile tedesca su territori asiatici furono quasi subito accantonati per volere di Adolf Hitler, che diede ordine invece di concentrarsi esclusivamente sull'occupazione delle regioni europee dell'Unione Sovietica; di conseguenza, il progettato Reichskommissariat Turkestan rimase solo sulla carta e non fu mai concretamente istituito.